# Восточная Хандыга
Восточная Хандыга (якут. Илиҥҥи Хаандыга) — река в России, правый приток Алдана. Протекает по территории Томпонского района Якутии.
Протекает преимущественно в западном направлении, почти по всей длине вдоль трассы М56 «Колыма». Берёт начало с западных склонов хребта Сунтар-Хаята, прорезает Скалистый хребет. Впадает в реку Алдан в 467 км от её устья по правому берегу.
Длина — 290 км, площадь водосборного бассейна — 9950 км². На реке расположено село Тёплый Ключ. Верховья реки — ареал эндемика гор Яно-Колымского водораздела — дневной бабочки аполлона арктического.
| Средний расход воды (м³/с) реки Восточная Хандыга по месяцам и за год с 1970 по 1984 гг. (замеры производились на гидрологическом посту в 202 км от устья) |

## Палеонтология
В верховьях реки расположены отложения индского яруса (ранний триасовый период), в которых обнаружены окаменелости аммонитов рода Otoceras.

## Данные водного реестра
По данным государственного водного реестра России и геоинформационной системы водохозяйственного районирования территории РФ, подготовленной Федеральным агентством водных ресурсов:
- Бассейновый округ — Ленский
- Речной бассейн — Лена
- Речной подбассейн — Алдан
- Водохозяйственный участок — Алдан от впадения реки Маи до впадения реки Амги

## Основные притоки
(расстояние от устья)
- 53 км — река Онелло (лв)
- 113 км — река Саккырыр (лв)